# Позитронно-эмиссионная томография

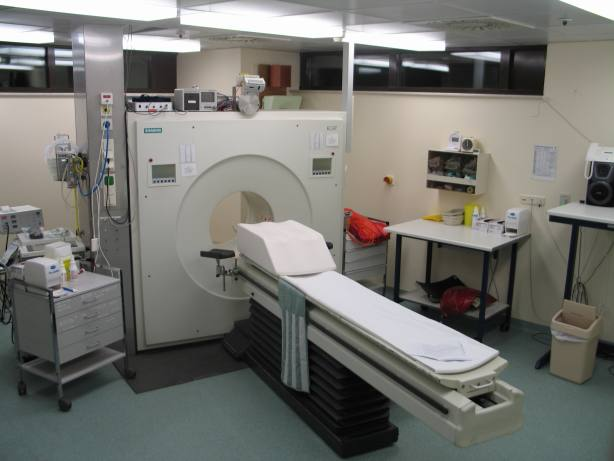
Изображение типичной установки позитронно-эмиссионной томографии (ПЭТ)

Изображение, построенное по методу проекций максимальной интенсивности всего тела человека при ПЭТ-исследовании с использованием ^{18}F- ФДГ. Красные области показывают высокое, синие — очень низкое потребление ФДГ. Помечены нормальный мозг и почки, в мочевом пузыре видна радиоактивная моча от распада ФДГ. В печени наблюдается большая метастатическая опухолевая масса от рака толстой кишки.

Позитро́нно-эмиссио́нная томогра́фия (позитронная эмиссионная томография, сокращ. ПЭТ, она же двухфотонная эмиссионная томография) — радионуклидный томографический метод исследования внутренних органов человека или животного. Метод основан на регистрации пары гамма-квантов, возникающих при аннигиляции позитронов с электронами. Позитроны возникают при позитронном бета-распаде радионуклида, входящего в состав радиофармпрепарата, который вводится в организм перед исследованием. Аннигиляция позитрона, остановившегося в веществе (в частности, в ткани организма), с одним из электронов среды порождает два гамма-кванта с одинаковой энергией, разлетающихся в противоположные стороны по одной прямой. Большой набор детекторов, расположенных вокруг исследуемого объекта, и компьютерная обработка сигналов с них позволяет выполнить трёхмерную реконструкцию распределения радионуклида в сканируемом объекте. Почти всегда ПЭТ-томограф комбинируется с КТ- или МРТ-сканером.
Позитронно-эмиссионная томография — активно развивающийся диагностический и исследовательский метод ядерной медицины. В основе этого метода лежит возможность при помощи специального детектирующего оборудования (ПЭТ-сканера) отслеживать распределение в организме биологически активных соединений, меченных позитрон-излучающими радиоизотопами. ПЭТ-сканирование с использованием фтордезоксиглюкозы (радиоактивный индикатор — фтор-18, 18F, сокр. англ. FDG-PET) широко используется в клинической онкологии.

## История
Концепция эмиссионной томографии была предложена в конце 1950-х годов. Авторы концепции Дэвид Э. Кул, Люк Чепмен и Рой Эдвардс. Позже их работа привела к проектированию и созданию нескольких томографов в университете Пенсильвании. В 1975 методы томографического исследования доработали Майкл Тер-Погосян с сотрудниками в Washington University School of Medicine.

## Радиофармпрепараты
Потенциал ПЭТ в значительной степени определяется арсеналом доступных меченых соединений — радиофармпрепаратов (РФП). Именно выбор подходящего РФП позволяет изучать с помощью ПЭТ такие разные процессы, как метаболизм, транспорт веществ, лиганд-рецепторные взаимодействия, экспрессию генов и т. д. Использование РФП, относящихся к различным классам биологически активных соединений, делает ПЭТ достаточно универсальным инструментом современной медицины. Поэтому разработка новых РФП и эффективных методов синтеза уже зарекомендовавших себя препаратов в настоящее время становится ключевым этапом в развитии метода ПЭТ.
На сегодняшний день в ПЭТ в основном применяются позитрон-излучающие изотопы элементов второго периода периодической системы:
- углерод-11 (T½= 20,4 мин.);
- азот-13 (T½ = 9,96 мин.);
- кислород-15 (T½ = 2,03 мин.);
- фтор-18 (T½ = 109,8 мин.).

Фтор-18 обладает оптимальными характеристиками для использования в ПЭТ: наибольшим периодом полураспада и наименьшей энергией излучения. С одной стороны, относительно небольшой период полураспада фтора-18 позволяет получать ПЭТ-изображения высокой контрастности при низкой дозовой нагрузке на пациентов. Низкая энергия позитронного излучения обеспечивает высокое пространственное разрешение ПЭТ-изображений. С другой стороны, период полураспада фтора-18 достаточно велик, чтобы обеспечить возможность транспортировки РФП на основе фтора-18 из централизованного места производства в клиники и институты, имеющие ПЭТ-сканеры (т. н. концепция сателлитов), а также расширить временны́е границы ПЭТ-исследований и синтеза РФП.
ПЭТ-сканирование с использованием фтордезоксиглюкозы (ФДГ-ПЭТ) широко используется в клинической онкологии. Этот трассёр представляет собой аналог глюкозы, который поглощается клетками, использующими глюкозу, и фосфорилируется гексокиназой (количество митохондриальной формы которой значительно повышается при быстрорастущих злокачественных опухолях). Обычная доза ФДГ, используемая при онкологическом сканировании, создаёт эффективную дозу облучения 14 мЗв при однократном применении. Поскольку для следующего этапа метаболизма глюкозы во всех клетках необходим атом кислорода, который заменён фтором-18 для синтеза ФДГ, дальнейших реакций с ФДГ не происходит. Кроме того, большинство тканей (за исключением печени и почек) не могут удалить фосфат, добавленный гексокиназой. Это означает, что ФДГ задерживается в любой клетке, которая его поглощает, пока она не распадается, поскольку фосфорилированные сахара из-за их ионного заряда не могут выйти из клетки. Это приводит к интенсивному радиоактивному мечению тканей с высоким поглощением глюкозы, таких как мозг, печень и большинство видов рака. ФДГ-ПЭТ можно использовать для диагностики, определения стадии болезни и мониторинга лечения злокачественных опухолей, особенно при лимфоме Ходжкина, неходжкинской лимфоме и раке лёгкого.

## Устройство

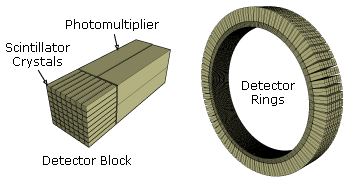
Схематический вид блока детектора и кольца ПЭТ-сканера

Испущенные бета-препаратом позитроны теряют энергию при движении в среде (термализуются, то есть остывают до кинетических энергий, соответствующих температуре среды). При их замедлении ниже определённой скорости становится возможным взаимодействие с электронами атомов вещества, с образованием на короткое время связанного состояния пары частица—античастица (Позитроний), которое может иметь суммарный спин 1 (орто-П.) и 0 (пара-П.), причем вероятность образования первого в 3 раза выше. Далее происходит аннигиляция электрона и позитрона с образованием 3 или 2 гамма-квантов соответственно. (Орто-П. может распадаться на любое нечетное число фотонов, но вероятность трехфотонного распада максимальна. Также возможна реакция позитрона с электроном атома, приводящая к рождению одного гамма-кванта, но вероятность этого процесса мала для легких атомов.) Общая энергия фотонов есть сумма 1022 кэВ и кинетической энергии П., а суммарный векторный импульс равен импульсу П.; причем для термализованного П. его вклады в энергию и импульс каждого фотона крайне малы, и тогда наиболее вероятны, в первом случае, рождение 3 гамма-квантов с энергией 341 кэВ, разлетающихся из центра равностороннего треугольника в направлении его углов, и во втором случае — рождение 2 гамма-квантов с энергией 511 кэВ, разлетающихся строго по одной прямой в противоположных направлениях. С учётом вероятностей образования орто-П. и пара-П., для каждого кольца телесного угла, на 9 фотонов о-П. приходится 2 фотона пара-П. Таким образом, если в двух подходящих детекторах гамма-квантов, включённых по схеме совпадений, одновременно поглощаются гамма-кванты с энергиями 511 кэВ, то следует ожидать, что точка аннигиляции находится на прямой, соединяющей эти два детектора, — на так называемой линии отклика. Используя большой набор детекторов, расположенных вокруг исследуемого объекта (или перемещая пару детекторов вокруг объекта), можно построить в пространстве множество таких прямых. Все они будут проходить через точки, в которых происходила аннигиляция (то есть через точки, где находится распавшееся ядро радионуклида — с точностью до очень короткой длины пробега позитронов в ткани).
Компания Siemens AG в своих ПЭТ/КТ устройствах применяет сцинтилляционные детекторы на основе монокристаллов оксиортосиликата лютеция (Lu2SiO5, LSO).

## Дозовая нагрузка

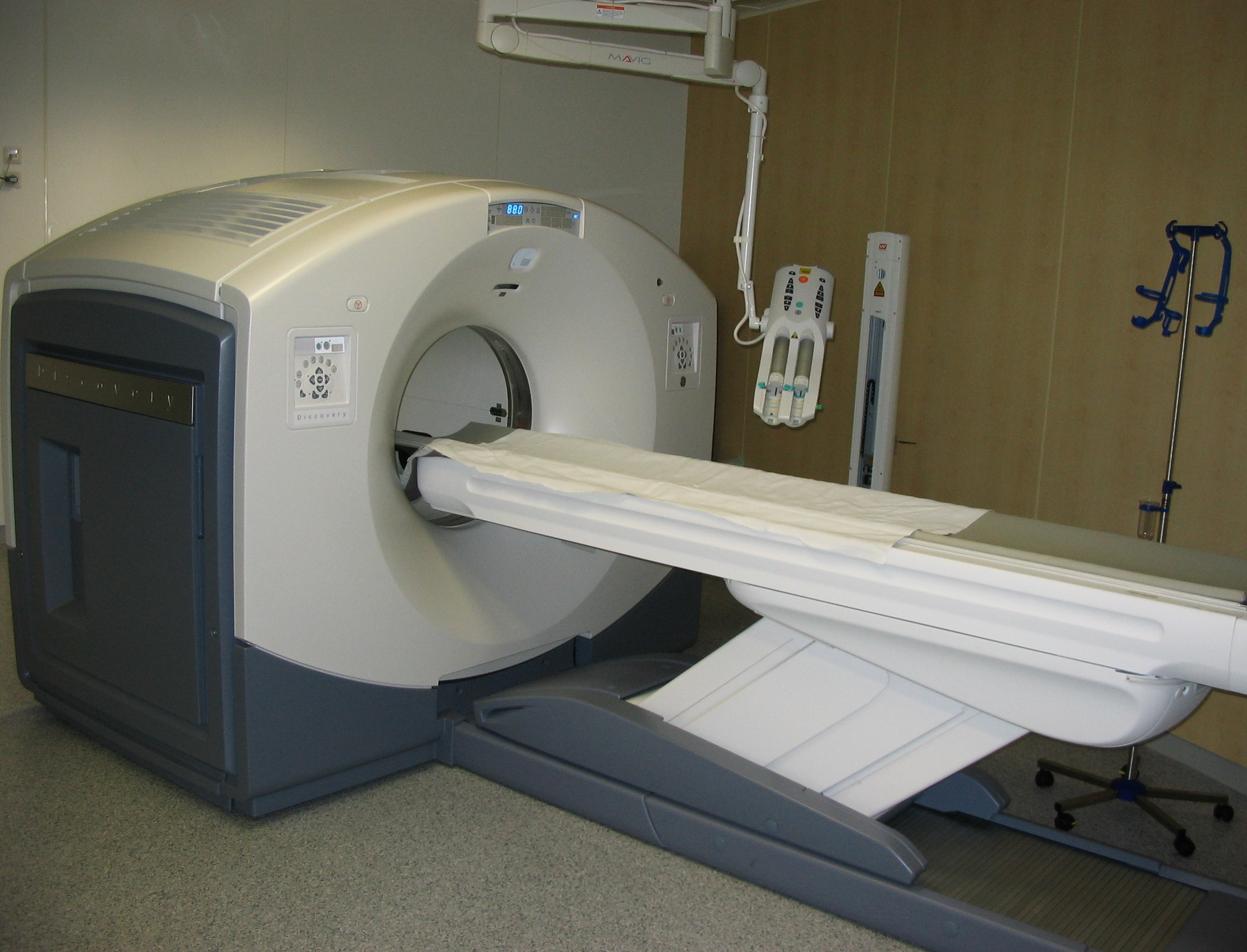
ПЭТ/КТ-система с 16-срезным КТ; потолочное устройство представляет собой инъекционный насос для контрастного вещества КТ

Хотя сканирование ПЭТ неинвазивно, но метод основан на применении ионизирующего излучения. Например, однократное использование 18F-FDG, который в настоящее время является стандартным средством для ПЭТ-нейровизуализации и лечения онкологических больных, в среднем создаёт эффективную дозу облучения 14 мЗв.
Для сравнения, дозировка излучения для других медицинских процедур составляет от 0,02 мЗв для рентгенограммы грудной клетки и 6,5–8 мЗв для КТ грудной клетки. Среднестатистический член экипажа гражданского самолёта подвергается воздействию 3 мЗв за год, а предельная максимальная рабочая доза для работников атомной энергетики может достигать 50 мЗв.
При сканировании ПЭТ-КТ облучение может быть значительным — около 23–26 мЗв (для 70 кг веса). С учётом массы (веса) тела будет увеличиваться доза вводимого радиофармпрепарата.